# Episodi di Un dottore tra le nuvole (prima stagione)
La prima stagione della serie televisiva Un dottore tra le nuvole è stata trasmessa in anteprima in Germania da Sat.1 tra il 26 ottobre 1992 e il 25 gennaio 1993.
| nº | Titolo originale        | Titolo italiano | Prima TV Germania | Prima TV Italia |
| -- | ----------------------- | --------------- | ----------------- | --------------- |
| 1  | Auferstehung            |                 | 26 ottobre 1992   |                 |
| 2  | Der Tod und das Mädchen |                 | 2 novembre 1992   |                 |
| 3  | Kolibri im Schafstall   |                 | 9 novembre 1992   |                 |
| 4  | Der Wolf                |                 | 16 novembre 1992  |                 |
| 5  | Die Hexe                |                 | 23 novembre 1992  |                 |
| 6  | Sabina                  |                 | 30 novembre 1992  |                 |
| 7  | Der Fiedel-Joscha       |                 | 7 dicembre 1992   |                 |
| 8  | Antonia im Schloss      |                 | 14 dicembre 1992  |                 |
| 9  | Intermezzo Veronese     |                 | 21 dicembre 1992  |                 |
| 10 | Unter Tag               |                 | 28 dicembre 1992  |                 |
| 11 | Der Sinn des Lebens     |                 | 4 gennaio 1993    |                 |
| 12 | Das Zimmermädchen       |                 | 11 gennaio 1993   |                 |
| 13 | Der Erlkönig            |                 | 18 gennaio 1993   |                 |
| 14 | Pankraz' großer Tag     |                 | 25 gennaio 1993   |                 |